# بورساکو
بورساکو (به اسپانیایی: Burzaco) شهری در کشور آرژانتین، استان بوئنوس آیرس است که در سال ۲۰۰۹ میلادی، حدود ۸۶٬۱۱۳ نفر جمعیت داشته است.